# Хроника Холодной войны (1974 год)
Хронология Холодной войны
- 1943
- 1944
- 1945
- 1946
- 1947
- 1948
- 1949
- 1950
- 1951
- 1952
- 1953
- 1954
- 1955
- 1956
- 1957
- 1958
- 1959
- 1960
- 1961
- 1962
- 1963
- 1964
- 1965
- 1966
- 1967
- 1968
- 1969
- 1970
- 1971
- 1972
- 1973
- 1974
- 1975
- 1976
- 1977
- 1978
- 1979
- 1980
- 1981
- 1982
- 1983
- 1984
- 1985
- 1986
- 1987
- 1988
- 1989
- 1990
- 1991

- 7 февраля: Гренада становится независимой от Великобритании.
- 25 апреля: Португальские вооружённые силы восстают против авторитарного режима Эстадо Ново. Фашизм в Португалии официально закончился, Испания стала последней и единственной фашистской страной в мире.
- Июнь: СЕАТО официально упраздняется после того, как Франция покинет организацию.
- 26 июня: НАТО проводит саммит в Брюсселе, первый с 1957 года, который состоится.
- 28 июня: Начинается Московский саммит, на котором Президент США Ричард Никсон встречается с советским лидером Леонидом Брежневым.
- 9 августа: Уотергейтский скандал подходит к концу: Ричард Никсон слагает с себя президентские полномочия в пользу Госсекретаря Генри Киссинджера. Джеральд Форд становится президентом Соединённых Штатов после отставки Никсона.
- 4 сентября: Соединённые Штаты начинают дипломатические отношения с Восточной Германией.
- 12 сентября: Прозападный монарх Эфиопии, Хайле Селассие, вытеснен марксистской военной хунтой, известной как «Дерг».
- 24 ноября: Соглашение по контролю над стратегическими вооружениями SALT II принято во Владивостоке.